# Canal Antigua
Canal Antigua es un canal de televisión por suscripción de Guatemala, fundado en 2006. Forma parte del conglomerado de medios Grupo A.
Su programación proporciona un análisis noticioso de la coyuntura nacional, así como programas de debate y opinión. Canal Antigua fue aliado de la cadena de noticias CNN en Español en donde retransmitía las noticias internacionales de dicha cadena.
Cuenta con producciones en las áreas de cultura y entretenimiento, dentro de los cuales destacaron Matutino Express (2009-2020) y De los 20 a las 50. Y contó con alianzas para transmisión de contenido de entretenimiento con Warner Bros., Caracol Televisión, Telemundo y Televen.
En 2014 produjo el primer reality show guatemalteco, "El Periodista".
Transmite su señal a través del satélite Satmex 8, cubriendo gran parte del continente americano, también se transmite a través de la web.

## Programación

### Noticieros
Canal Antigua cuenta con múltiples emisiones informativas, A las 5:45 a.m., A las 7:00 a.m., A las 1:00 p.m., A las 7:00 p.m.  y su emisión estelar A las 8:45 p.m..

## Conglomerado

### Grupo A
Canal Antigua forma además parte del conglomerado de medios Grupo A, integrado por la revista Antigua Sports, la Revista ContraPoder, y su plataforma web Diario Digital, además de su alianza con América Móvil y Telgua para la expansión de Claro Sports.